# Cleveland Cavaliers 2005-2006
La stagione 2005-06 dei Cleveland Cavaliers fu la 36ª nella NBA per la franchigia.
I Cleveland Cavaliers arrivarono secondi nella Central Division della Eastern Conference con un record di 50-32. Nei play-off vinsero il primo turno con i Washington Wizards (4-2), perdendo poi la semifinale di conference con i Detroit Pistons (4-3).

## Roster
| N° | Naz.                           | Ruolo | Sportivo                 | Anno | Alt. | Peso |
| -- | ------------------------------ | ----- | ------------------------ | ---- | ---- | ---- |
| 1  | Stati Uniti (bandiera)         | G     | Stephen Graham           | 1982 | 198  | 98   |
| 2  | Stati Uniti (bandiera)         | G     | Ronald Murray            | 1979 | 193  | 86   |
| 3  | Serbia e Montenegro (bandiera) | GA    | Aleksandar Pavlović      | 1983 | 203  | 100  |
| 11 | Lituania (bandiera)            | C     | Žydrūnas Ilgauskas       | 1975 | 221  | 108  |
| 14 | Stati Uniti (bandiera)         | A     | Ira Newble               | 1975 | 201  | 100  |
| 15 | Lituania (bandiera)            | C     | Martynas Andriuškevičius | 1986 | 218  | 109  |
| 17 | Brasile (bandiera)             | A     | Anderson Varejão         | 1982 | 208  | 104  |
| 19 | Stati Uniti (bandiera)         | G     | Damon Jones              | 1976 | 191  | 84   |
| 20 | Stati Uniti (bandiera)         | G     | Eric Snow                | 1973 | 191  | 86   |
| 23 | Stati Uniti (bandiera)         | A     | LeBron James             | 1984 | 203  | 109  |
| 24 | Stati Uniti (bandiera)         | A     | Donyell Marshall         | 1973 | 206  | 99   |
| 29 | Stati Uniti (bandiera)         | G     | Mike Wilks               | 1979 | 178  | 84   |
| 31 | Stati Uniti (bandiera)         | A     | Zendon Hamilton          | 1975 | 211  | 113  |
| 32 | Stati Uniti (bandiera)         | G     | Larry Hughes             | 1979 | 196  | 83   |
| 33 | Stati Uniti (bandiera)         | A     | Luke Jackson             | 1981 | 201  | 98   |
| 44 | Stati Uniti (bandiera)         | A     | Alan Henderson           | 1972 | 206  | 107  |
| 90 | Stati Uniti (bandiera)         | A     | Drew Gooden              | 1981 | 208  | 104  |

## Staff tecnico
- Allenatore: Mike Brown
- Vice-allenatori: Kenny Natt, Hank Egan, Michael Malone, Melvin Hunt